# هورنی بویانوویتسه
هورنی بویانوویتسه (به چکی: Horní Bojanovice) یک منطقهٔ مسکونی در جمهوری چک است که در ناحیه برتسلاو واقع شده‌است. هورنی بویانوویتسه ۸٫۳۷ کیلومتر مربع مساحت و ۶۰۹ نفر جمعیت دارد و ۲۲۸ متر بالاتر از سطح دریا واقع شده‌است.